# The Hooters
The Hooters es una banda de rock estadounidense surgida en Filadelfia, Pensilvania en 1980. La banda combina elementos de rock, reggae, ska y música popular para crear su sonido. The Hooters obtuvieron por primera vez un gran éxito comercial en los Estados Unidos a mediados de la década de 1980 debido a la intensa radiodifusión y la rotación en MTV de varias de sus canciones, incluyendo "All You Zombies", "Day by Day", "And We Danced " y "Where Do the the Children Go". La revista Rolling Stone los nombró “Mejor grupo del año” en 1985, año en el que abrieron la parte de Filadelfia del macroconcierto benéfico Live Aid. En Europa, tuvieron cierto éxito con los sencillos "All You Zombies" y "Johnny B", aunque su verdadero avance se produjo con el sencillo "Satellite".
A finales de los años ochenta y noventa, The Hooters volvieron a tener un cierto éxito comercial internacional, especialmente en Europa, donde participaron como invitados en el concierto de Roger Waters The Wall - Live in Berlín en 1990.